# Neal H. Moritz
Neal H. Moritz (n. 6 de junio de 1959) es un productor de cine estadounidense, fundador de la empresa Original Film.

## Vida y carrera
Moritz nació en Los Ángeles, California. Cuenta con más de 70 películas a su crédito.[cita requerida] Entre ellas se incluyen Se lo que hicisteis el último verano, Leyenda Urbana, Intenciones Crueles, Los Cráneos, Rápidos y furiosos, No Otra Película de Adolescente, XXX, S.W.A.T., Evan Todopoderoso,  Soy Leyenda  y Hecho de Honor.
Moritz también tiene crédito de Prison Break, y produjo Cabina por el Lago, y su secuela El regreso de la cabaña del Lago y la Casa de Vidrio. En diciembre de 2011, Moritz anunció planes para producir una nueva película de Starship Troopers; este reinicio está dicho para ser más fiel al material de fuente que las películas anteriores, los cuales presentan poco en común con la novela original aparte del encuadre general y nombres de personajes.

## Productor
| Año  | Título                                          | Director                 | Notas               |
| ---- | ----------------------------------------------- | ------------------------ | ------------------- |
| 1992 | Zumo                                            | Ernest Dickerson         |                     |
| 1994 | La Edad Apedreada                               | James Melkonian          |                     |
| 1994 | Justicia ciega                                  | Richard Spence           | Película televisiva |
| 1997 | Volcán                                          | Mick Jackson             |                     |
| 1997 | I Know What You Did Last Summer                 | Jim Gillespie            |                     |
| 1998 | Leyenda urbana                                  | Jamie Blanks             |                     |
| 1998 | I Still Know What You Did Last Summer           | Danny Cañón              |                     |
| 1999 | Intenciones crueles                             | Roger Kumble             |                     |
| 1999 | De ladrón a policía                             | Les Mayfield             |                     |
| 1999 | Aguantado Arriba                                | Steve Rash               |                     |
| 2000 | Los Cráneos                                     | Rob Cohen                |                     |
| 2000 | Leyendas urbanas: Corte Final                   | John Ottman              |                     |
| 2000 | Cruel Intentions 2                              | Roger Kumble             | Directo-a-vídeo     |
| 2001 | Ahorro Silverman                                | Dennis Dugan             |                     |
| 2001 | The Fast and the Furious                        | Rob Cohen                |                     |
| 2001 | Clase Warfare                                   | Richard Shepard          | Película televisiva |
| 2001 | Supervivientes de alma                          | Stephen Carpenter        |                     |
| 2001 | La Casa de Vaso                                 | Daniel Sackheim          |                     |
| 2001 | No Otra Película de Adolescente                 | Joel Gallen              |                     |
| 2002 | Slackers                                        | Dewey Nicks              |                     |
| 2002 | XXx                                             | Rob Cohen                |                     |
| 2002 | Alabama de Casa dulce                           | Andy Tennant             |                     |
| 2003 | Estático                                        | Lee Perkins              |                     |
| 2003 | 2 Fast 2 Furious                                | John Singleton           |                     |
| 2003 | S.W.A.T.                                        | Clark Johnson            |                     |
| 2003 | Fuera de Tiempo                                 | Carl Franklin            |                     |
| 2003 | Rammstein: Lichtspielhaus (Vídeo "Feuer Frei!") | Rob Cohen                | Directo-a-vídeo     |
| 2004 | Torque                                          | Joseph Kahn              |                     |
| 2004 | Los Cráneos III                                 | J. Miles Dale            | Directo-a-vídeo     |
| 2004 | Intenciones crueles 3                           | Scott Ziehl              | Directo-a-vídeo     |
| 2005 | XXX: Estatal de la Unión                        | Lee Tamahori             |                     |
| 2005 | Sigilo                                          | Rob Cohen                |                     |
| 2006 | The Fast and the Furious: Tokyo Drift           | Justin Lin               |                     |
| 2006 | Clic                                            | Frank Coraci             | Largometraje        |
| 2006 | Siempre Sabré Qué Tú Último Verano              | Sylvain White            | Directo-a-vídeo     |
| 2006 | Gridiron Pandilla                               | Phil Joanou              | Largometraje        |
| 2007 | Evan Almighty                                   | Tom Shadyac              | Largometraje        |
| 2007 | Soy leyenda                                     | Francis Lawrence         | Largometraje        |
| 2008 | Vantage Punto                                   | Pete Travis              | Largometraje        |
| 2008 | Prom Noche                                      | Nelson McCormick         | Largometraje        |
| 2008 | Hecho de Honor                                  | Paul Weiland             | Largometraje        |
| 2009 | Fast & Furious                                  | Justin Lin               |                     |
| 2010 | El Bounty Cazador                               | Andy Tennant             | Largometraje        |
| 2011 | S.W.Un.T.: Lucha de fuego                       | Benny Boom               | Directo-a-vídeo     |
| 2011 | El Verde Hornet                                 | Michel Gondry            | Largometraje        |
| 2011 | Battle: Los Angeles                             | Jonathan Liebesman       | Largometraje        |
| 2011 | Fast Five                                       | Justin Lin               |                     |
| 2011 | El Cambio-Arriba                                | David Dobkin             |                     |
| 2012 | 21 Jump Street                                  | Phil Lord & Chris Miller |                     |
| 2012 | Total Recall                                    | Len Wiseman              |                     |
| 2013 | Jack the Giant Slayer                           | Bryan Singer             |                     |
| 2013 | R.Yo.P.D.                                       | Robert Schwentke         |                     |
| 2013 | Fast & Furious 6                                | Justin Lin               |                     |
| 2014 | 22 Jump Street                                  | Phil Lord & Chris Miller |                     |
| 2015 | Furious 7                                       | James Wan                |                     |
| 2015 | Goosebumps                                      | Rob Letterman            |                     |
| 2015 | Partido de búsqueda                             | Scott Armstrong          |                     |
| 2016 | Passengers                                      | Morten Tyldum            |                     |
| 2017 | The Fate of the Furious                         | F. Gary Gris             |                     |
| 2018 | Goosebumps 2: Haunted Halloween                 | Ari Sandel               |                     |
| 2018 | Hunter Killer                                   | Donovan Marsh            |                     |
| 2019 | Fast & Furious Presents: Hobbs & Shaw           | David Leitch             |                     |
| 2020 | Sonic, la película                              | Jeff Fowler              | Posproducción       |
| TBA  | fr:Sexcrimes                                    | D.J. Caruso              | Desarrollo          |
| TBA  | Ratón de peligro                                | Desarrollo               |                     |

## Como productor ejecutivo
| Año        | Título                             | Director o Creador                                         | Nota                 |
| ---------- | ---------------------------------- | ---------------------------------------------------------- | -------------------- |
| 1990       | Enmarcado                          | Dean Parisot                                               | Película televisiva  |
| 1998       | El Paquete de Rata                 | Atraca Cohen                                               | Película televisiva  |
| 1999@–2000 | Shasta McNasty                     | Jeff Eastin                                                | Serie de televisión  |
| 2000       | El tipo de Electra                 | TBA                                                        | Película televisiva  |
| 2000       | Cabina por el Lago                 | Po-Chih Leong                                              | Película televisiva  |
| 2000       | Hendrix                            | Leon Ichaso                                                | Película televisiva  |
| 2001       | Muñecas de Amor de la escopeta     | T.J. Scott                                                 | Película televisiva  |
| 2001       | Regreso a Cabina por el Lago       | Po-Chih Leong                                              | Película televisiva  |
| 2002@–2006 | Greg El Bunny                      | Spencer Chinoy & Dan Milano                                | Serie de televisión  |
| 2002       | Los Cráneos II                     | Joe Chappelle                                              | Directo-a-vídeo      |
| 2003@–2005 | Tru Llamando                       | Jon Harmon Feldman                                         | Serie de televisión  |
| 2003       | La Piscina en Maddy el rompiente   | Gerry Cohen                                                | Película televisiva  |
| 2003       | Vega Dick                          | Frederick King Keller                                      | Película televisiva  |
| 2004       | Señor Ed                           | Joe Chappelle                                              | Piloto de televisión |
| 2005@–2009 | Rotura de prisión                  | Paul Scheuring                                             | Serie de televisión  |
| 2005       | Bodegón                            | Kip Koenig & Marti Noxon                                   | Serie de televisión  |
| 2005       | Devora                             | David Winkler                                              | Directo-a-vídeo      |
| 2005       | El punto Agradable                 | John McLaughlin & Marti Noxon                              | Serie de televisión  |
| 2007       | No Otro Espectáculo de Instituto   | Mike Bender                                                | Película televisiva  |
| 2008       | SIS                                | John Herzfeld                                              | Película televisiva  |
| 2009       | Rotura de prisión: La Rotura Final | Parte de Turner del Brad Un Parte de Ganchos del Kevin Dos | Película televisiva  |
| 2010@–2013 | El Grande C                        | Darlene Caza                                               | Serie de televisión  |
| 2011       | La Música Nunca Paró               | Jim Kohlberg                                               | Correo-producción    |